# Milchkur

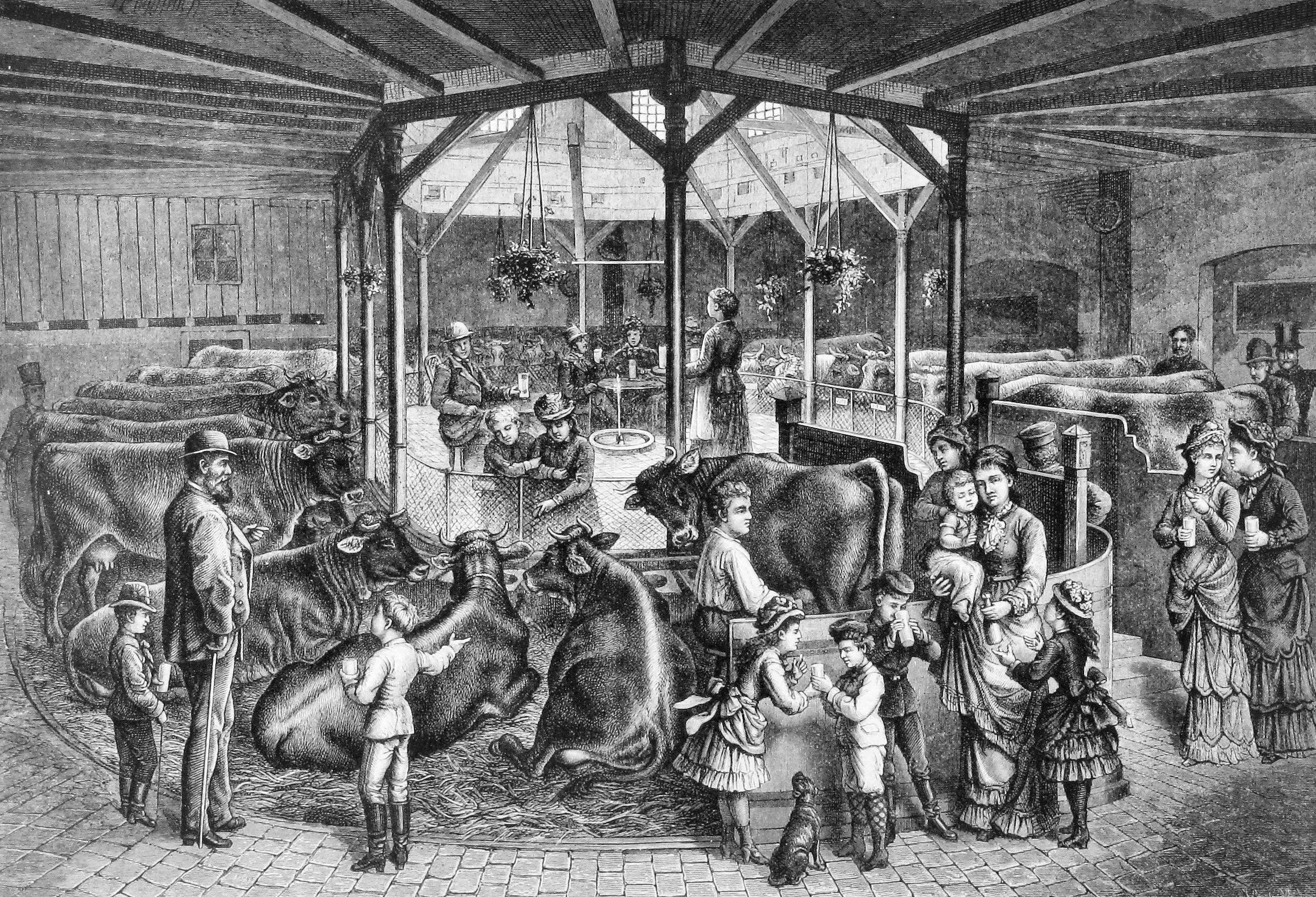
Zentralstelle der Wille’schen Milchcuranstalt in Dresden (um 1883)

Eine Milchkur, auch Molkekur bzw. Molkenkur genannt, war vor allem im 18. und 19. Jahrhundert eine populäre Form der Trinkkur, bei der in einem Kurort statt Heilwasser aus Thermalquellen warme Milch oder Molke kurmäßig getrunken wurde. Eingeführt wurde diese Kur in der Schweiz. Heute versteht man unter einer Milchkur oder Molkekur (auch Molke-Fasten genannt) im Allgemeinen eine Diät.
Obwohl bereits Paracelsus die Verwendung von Molke bei verschiedenen Leiden empfahl, kam sie erst im 18. Jahrhundert in den Ruf, ein Heilmittel zu sein. Der erste Heilungserfolg ist aus dem Jahr 1749 überliefert, als ein Arzt in dem Schweizer Ort Gais im Appenzellerland einen lungenkranken Patienten mit Hilfe einer Molkenkur kurierte. Ob die Heilung tatsächlich der Molke zu verdanken war, sei dahingestellt. Der Ort wurde danach zu einem florierenden Kurort, die Milch- bzw. Molkekur galt als probates Mittel gegen Lungenleiden, speziell Tuberkulose. Außerdem wurde die Kur verordnet bei Gicht, Atemwegserkrankungen, Hautkrankheiten sowie Magen- und Darmbeschwerden.
Die Milchkur wurde dankbar von etlichen Erholungsorten aufgegriffen, die nicht über eigene Thermalquellen verfügten. Im 19. Jahrhundert wurde sie derart populär, dass jeder Kurort, der etwas auf sich hielt, sie in sein Kurprogramm aufnahm und eine so genannte Milchkuranstalt bzw. Molkenkuranstalt im Schweizer Stil (als Chalet oder Fachwerkhaus) errichtete, einschließlich der dazugehörigen Viehhaltung. Vor allem Ziegenmilch bzw. -molke galt als wirksam. Auch in späterer Zeit und noch heute führen einige Hotels oder Gasthäuser in Kurorten den Namen Molkenanstalt (Baden-Baden), Molkenkur (Heidelberg) oder Molkenhaus (Bad Harzburg). Nach 1920 ging die Popularität der Molkekur allmählich zurück; als medizinische Kuranwendung spielt sie heute keine Rolle mehr.
Meyers Konversationslexikon bemerkte 1889 kritisch:

„Besonders wenn die Molken an Badeorten mit günstigem Klima getrunken werden, zeigt sich ein bedeutender Erfolg, der aber zum vielleicht größten Teil als eine Wirkung des Klimas und der veränderten Lebensweise zu betrachten ist“

Im 19. Jahrhundert erschienen etliche medizinische Schriften zum Nutzen der Milch- und Molkekur. 1812 schrieb der Schweizer Arzt und Schriftsteller Ulrich Hegner eine satirische Novelle über den damals weltberühmten Molkekurort Gais mit dem Titel: Die Molkenkur, Roman in drei Teilen.